# Criptosporidiosi
La criptosporidiosi és una malaltia produïda per paràsits del gènere Cryptosporidium, pertanyents al fílum Apicomplexa, la majoria dels quals són protozous oportunistes. És una malaltia de declaració obligatòria que, a Catalunya, s'ha de declarar exclusivament a través del Sistema de Notificació Microbiològica de Catalunya (SNMC).

## Història
El paràsit causant de la criptosporidiosi va ser descobert per Edward Tyzzer el 1907, quan el va aïllar per primera vegada de l'intestí d'un ratolí infectat. Durant els inicis del segle xx, la comprensió de la filogènia del gènere Cryptosporidium va ser objecte de discussió. Tot i això, les primeres publicacions de Tyzzer, van definir el que avui en dia es coneix sobre la biologia i història de C. muris i C. parvum, dues de les espècies morfològicament i biològicament més distintives del gènere.
Durant uns setanta anys, Cryptosporidium es va considerar un paràsit no patogènic que es trobava esporàdicament a l'intestí d'animals vertebrats majoritàriament sans. Al 1976, va aparèixer el primer cas documentat de criptosporidiosi i se'l va considerar un paràsit patogènic oportunista. Fins a la dècada de 1980, amb l'esclat mundial del VIH, no es van documentar infeccions greus per Cryptosporidium en pacients immunodeprimits. L'associació d'aquesta infecció amb la sida i l'aparició de símptomes primerencs que associaven la criptosporidiosi com a causa habitual de diarrea aguda en la població general, va establir de manera ferma que es tractava d'una infecció greu i omnipresent en humans.
Des d'aleshores, l'increment de nombre de pacients amb diferents causes d'immunosupressió ha portat a la necessitat de trobar un tractament efectiu per a la infecció per Cryptosporidium. Malgrat els nombrosos intents de la indústria farmacèutica de desenvolupar un antiparasitari efectiu, la infecció gastrointestinal per Cryptosporidium i les seves conseqüències clíniques continuen sent un important problema en matèria de salut pública.

## Símptomes i senyals
La criptosporidiosi, normalment, comença a provocar símptomes a partir dels 2 fins als 10 dies posteriors a la infecció. El símptoma més comú de la criptosporidiosi és la diarrea aquosa. Així mateix, hi ha molts altres símptomes relacionats amb aquesta malaltia, els quals són: diarrea aquosa, calfreds o dolors d'estómac, deshidratació, nàusees, vòmits, febre, pèrdua de pes, mal de cap, dolor abdominal, dolor en les articulacions, cansament, pèrdua de la gana, dolor ocular.
Els símptomes solen tenir una durada d'entre una o dues setmanes (amb un abast d'uns quants dies a quatre o més setmanes) en persones amb sistemes immunitaris sans. A vegades, les persones poden experimentar una recurrència dels símptomes després d'un breu període de recuperació abans que acabi la malaltia. Els símptomes poden aparèixer fins a 30 dies després de la infecció. Tot i això, hi ha hagut casos on s'han indicat símptomes gastrointestinals persistents fins a tres anys després de la infecció inicial.
De manera similar a altres patògens gastrointestinals, la infecció per Cryptosporidium també pot causar artropatia reactiva.
L'intestí prim és el lloc més afectat, però en persones immunodeprimides les infeccions per Cryptosporidium poden afectar altres zones del tracte digestiu o, fins i tot, de les vies respiratòries.

## Infecció
La infecció comença amb la ingestió d'oocists per part de l'hoste mitjançant aliments contaminats, aigua contaminada, fomites o per contacte directe amb persones o animals infectats.
L'oocist és l'etapa exògena, que conté quatre esporozoïts dins una paret gruixuda de dues capes; és la fase excretada per les femtes, que és la més resistent. L'etapa d'oocist és ambientalment estable, ja que pot sobreviure a tractaments rutinaris d'aigües residuals i és resistent a la inactivació biològica dels desinfectants d'aigua potable que s'utilitzen habitualment. Un cop ingerits, els oocists abandonen la fase de cist, alliberant cadascun quatre esporozoïts a l'intestí prim que envaeixen les cèl·lules epitelials. Els esporozoïts s'adhereixen a la superfície luminal de les cèl·lules epitelials i es diferencien de manera asexual en trofozoïts, que produeixen dos tipus diferents de meronts (tipus I i tipus II) mitjançant merogònia. Els meronts de tipus I formen vuit merozoïts, que entren a les cèl·lules epitelials veïnes i es converteixen en meronts de tipus II o bé completen un altre cicle de meronts de tipus I. Els meronts de tipus II produeixen quatre merozoïts que es converteixen en microgamonts o macrogamonts. La fecundació entre els gamonts provoca la formació d'un zigot que es converteix en oocist, que conté quatre esporozoïts. Es produeixen dos tipus d'oocists: oocists de parets gruixudes que s'excreten a les femtes i oocists de parets primes que recirculen al tracte intestinal causant autoinfecció. Aquest fenomen pot explicar el mecanisme de la infecció persistent en pacients amb SIDA en absència d'una posterior exposició a oocists.

## Epidemiologia
L'epidemiologia de Cryptosporidium en humans és complexa, ja que es pot transmetre de diferents maneres: de manera directa, a través del contacte entre persones o bé contacte entre animal i persona, i de manera indirecta, a través d'aigua, aliments i fòmits contaminats amb oocists infecciosos. El reservori més important per a la malaltia produïda als humans són els éssers humans, el bestiar boví i altres animals domèstics.
S'ha considerat tradicionalment com un paràsit transmès per l'aigua i molts estudis han demostrat una aparició generalitzada de Cryptosporidium al medi aquàtic. L'aigua té un paper important en la transmissió de Cryptosporidium spp. als humans, i és el vehicle de transmissió més freqüentment detectat en brots.
Diversos estudis suggereixen que la via predominant de transmissió basal implica aigua (aigua de boca, sobretot de subministraments no tractats), i després contacte directe amb una persona infectada o un animal ramader, després altres fòmits i, com a última via, mitjançant mascotes. Es poden produir variacions a les poblacions, per exemple, entre la mainada en una llar d'infants, la transmissió entre infants o mitjançant fòmits poden ser el tipus de transmissió més freqüents. És incert on queda la transmissió mitjançant aliments en aquesta llista, però s'ha demostrat que es produeixen brots transmesos per aliments i poden ser molt grans i generalitzats amb un impacte molt elevat.
Es considera que els animals són un dipòsit important de Cryptosporidium, amb potencial per a la contaminació de fonts d'aigua domèstiques; i la major part de la criptosporidiosi humana s'associa amb C. parvum i C. hominis. A més, la mainada infectada amb C. hominis allibera més oocists perquè tenen el sistema immunitari poc desenvolupat i els oocists poden proliferar més fàcilment, contribuint possiblement a l'augment de la prevalença i la propagació de C. hominis dins les respectives comunitats.
Els oocists infecciosos es podrien excretar amb les femtes fins a cinc setmanes després d'haver superat la malaltia diarreica; per tant, l'absència de diarrea no significa necessàriament que la infecció hagi set eliminada amb totalitat. També s'han produït nombrosos brots nosocomials de criptosporidiosi entre treballadors sanitaris i pacients en unitats de trasplantament de medul·la òssia, hospitals pediàtrics i sales amb pacients infectats pel VIH. A més, els pacients hospitalitzats d'edat avançada també poden estar en risc d'infecció per Cryptosporidium.
Arreu del món la criptosporidiosi és principalment una infecció pediàtrica, on la prevalença més alta és entre els menors de cinc anys, on probablement es reflecteix una major exposició al paràsit com a conseqüència d'una pobra higiene, així com de la manca d'una immunitat adequada. Tot i això, és probable que els nens infectats transmetin el paràsit als seus pares. Segons el Centre Europeu per a la Prevenció i Control de les Malalties, el 2017, la major freqüència de notificació de criptosporidiosi corresponia al grup d'edat entre 0 i 4 anys, amb 12,6 casos per 100.000 habitants, i gairebé quadruplicava la freqüència en la població general, que era de 3,1 casos per 100.000 habitants.
A Catalunya, l'any 2023 es van notificar 14 brots de criptosporidiosi, la majoria dels quals va produir-se entre les setmanes 34 i 37 i tots ells relacionats amb piscines (municipals, de càmpings o d'hotels).

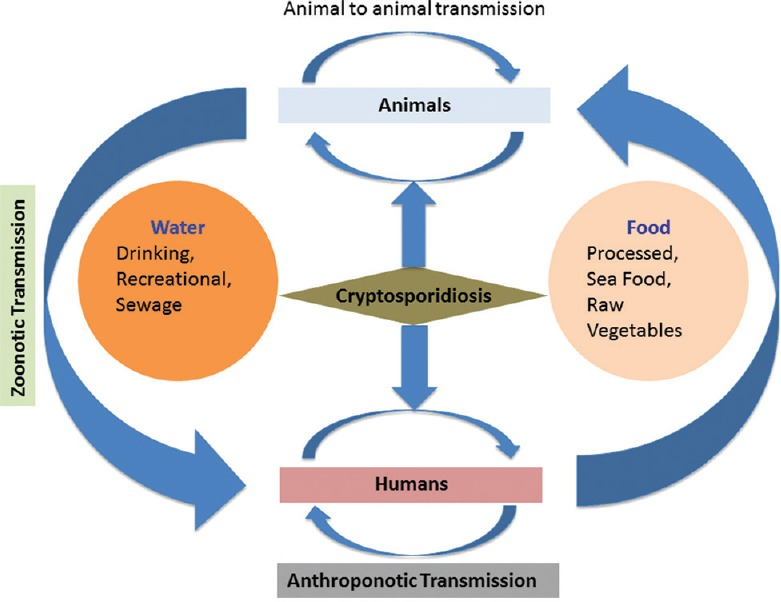
Esquema del cicle de transmissió de Cryptosporidium.

### Agents causals
Els reservoris de les espècies de Cryptosporidium inclouen humans, bestiar boví, aus i altre animals domèstics i salvatges. Tot i l'existència de fins a 30 espècies de Cryptosporidium, C. parvum, C. hominis, C. muris, C. felis i C. canis són les principals espècies aïllades en humans. Els contagis per C.parvum i C.hominis són les infeccions intestinals més comunes en humans. La transmissió de C. parvum (tipus II), que es troba en molts mamífers, particularment en bestiar, sol ser zoonòtica; mentre que C. hominis (tipus I) es limita principalment als éssers humans i, per tant, la seva transmissió sol ser antroponòtica. D'altra banda, s'ha informat que C. canis i C. felis, l'espècie adaptada al gos i al gat respectivament, causen infecció en individus sense estar malalts. No obstant això, les infeccions humanes amb espècies de Cryptosporidium procedents de mascotes són molt rares.

## Patogènesi
En persones immunodeprimides, la infecció per Cryptosporidium produeix una diarrea aquosa, encara que la infecció en algunes persones pot ser asimptomàtica. És probable que es doni poca importància a la malaltia inicialment, quan s'ha de diagnosticar, ja que la diarrea generalment es resol sense cap tractament. Tot i que les persones que no tenen contacte directe amb animals poden estar infectades, les que tenen contacte directe amb animals infectats o que s'empassen aigua d'una piscina o beuen aigua sense tractar tenen un risc més elevat de contraure criptosporidiosi. Les infeccions per Cryptosporidium també són més freqüents en individus amb un sistema immunitari debilitat o bé amb diversos problemes de salut, com ara les persones infectades pel virus de la immunodeficiència humana (VIH), les que pateixen càncer i les trasplantades. Les persones amb un sistema immunitari debilitat són susceptibles de desenvolupar malalties greus, cròniques i fins i tot mortals. En aquests pacients, la febre i la malabsorció són freqüents, i el paràsit pot causar malalties inflamatòries de l'arbre biliar que provoquen obstrucció de les vies biliars, colangitis esclerosant, estenosi papil·lar i pancreatitis. Per aquest motiu, la criptosporidiosi es considera una de les infeccions oportunistes més arriscades per a pacients de sida. En les persones amb VIH que presenten un sistema immunitari en què les CD4 estiguin per sobre de 300, els símptomes no solen durar més d'una setmana, però en persones amb un sistema immunitari afectat (que estiguin en un nivell inferior a 300 de TD4) pot prolongar-se durant diverses setmanes. Si dura més de quatre setmanes, se sol diagnosticar la sida i aquests pacients són més susceptibles a la criptosporidiosi. També poden contreure la malaltia més fàcilment les persones que pateixen malalties hereditàries que afecten al sistema immunitari i els pacients de càncer o trasplantaments que prenen determinats fàrmacs immunosupressors.
Després de la infecció, el paràsit modifica la funció de la barrera intestinal, augmentant-ne la permeabilitat, absorció i secreció de líquids i electròlits i, per tant, la gravetat, la persistència i el resultat de la infecció depenen del grau d'estat immunodeprimit que comporta a malnutrició i a la típica diarrea aquosa. Els oocists són molt resistents al clor, cloramines i diòxid de clor, que s'utilitzen habitualment en mètodes de desinfecció dels sistemes d'aigua, i continuen sent vitals per a la infecció quan estan en el medi ambient durant molt de temps.
La infecció persistent en absència d'exposició posterior a oocists és força freqüent, especialment entre els pacients immunodeprimits. Els oocists surten al tracte intestinal sense deixar mai l'hoste i tenen la capacitat de causar autoinfecció. A més, l'adhesió d'esporozoïts mòbils a l'epiteli gàstric pot induir la formació d'un vacúol parasitòfor i aquesta estructura única proporciona protecció a Cryptosporidium contra l'entorn del tracte gastrointestinal de l'hoste, el qual presenta unes condicions no favorables per a la seva supervivència.

### Fisiopatologia
Els oocists dels criptosporidis són molt infecciosos i, en certes soques, se'n necessiten tan sols menys de 10 per produir malalties humanes. Els oocists són infecciosos immediatament després de l'alliberament i el cicle vital del paràsit produeix formes que poden recolonitzar l'intestí. La ubicació del paràsit és intracel·lular però extracitoplasmàtica, fet que contribueix a la marcada resistència de les espècies de Cryptosporidium als tractaments corresponents.
Un cop es produeix el desenquistament en el tracte gastrointestinal, els esporozoïts s'alliberen i inicien la adhesió i la invasió. L'arquitectura de les vellositats de les mucoses intestinals romanen normals però poden produir-se alteracions histològiques inespecífiques com ara atròfia moderada, augment de mida de les cripte o infiltrat inflamatori de la làmina pròpia.
Durant la interacció amb els enteròcits, les proteïnes de superfície del esporozoït i les proteïnes secretades pels orgànuls especialitzats del complex apical faciliten l'adhesió i la invasió que estimulen la formació d'un vacúol parasitòfor. Cryptosporidium penetra apicalment per la zona de l'epiteli de l'intestí i dintre de la cèl·lula hoste es col·loca entre la xarxa de filaments d'actina i de proteïnes associades a elles, com ara la talina, ezrina, vinculina o α-actinina. Després estimula la polimerització i acumulació d'actina en la interfase parasito-citoplasma de la cèl·lula hoste, perquè penetri la membrana plasmàtica i es formi la vacúol parasitòfor. Davant de la formació del vacúol, les cèl·lules poden regular la seva mida mitjançant la modificació de la permeabilitat de la membrana a l'aigua i a certs ions. Els criptosporidis recluten un cotransportador de Na+/glucosa i una aquaporina en el lloc d'adhesió. Això permet l'ingrés de glucosa i aigua a la cèl·lula hoste, que permet una millor protrusió de la membrana plasmàtica.
La malaltia causada pels criptosporidis va empitjorant amb cada estadi parasitari que fa desplaçar les vores de les microvellositats i finalment porten a la pèrdua de la superfície intestinal. Es redueix la mida de les vellositats i augmenten de longitud les criptes intestinals per l'acceleració de la divisió cel·lular a fi de compensar la mort cel·lular.

## Resposta immunitària en humans
Tot i que la gravetat i els efectes de la infecció per Cryptosporidium depenen molt de l'estat immunitari de l'hoste, la resposta immunitària dels humans contra aquesta infecció és bastant coneguda. De tota manera, la gran majoria d'estudis immunològics fets relacionats amb aquesta infecció s'ha basat en estudis fets en animals, particularment ratolins. Hi ha molt pocs estudis sobre respostes immunitàries en humans, els quals s'han basat essencialment en les respostes sistèmiques  d'anticossos, però molt pocs s'han centrat en l'estudi de la resposta immunitària cel·lular. Això és degut al fet que aquests estudis són difícils de dur a terme en humans, ja que implicarien un mostreig invasiu de teixits. Per tant, la majoria de les investigacions s'han fet en models de cultiu de teixits cel·lulars que utilitzen línies cel·lulars humanes immortalitzades o en cèl·lules mononuclears de sang perifèrica (PBMC). Tot i això, s'ha observat que hi ha limitacions respecte la precisió d'aquests estudis, ja que poden no reflectir amb precisió la dinàmica del sistema immunitari de la mucosa in vivo.

### Resposta immunitària innata
Moments posteriors a la ingestió dels oocists del paràsit i/o dels esporozoïts excistats, aquests es troben per primera vegada amb components immunitaris innats al llarg del tracte gastrointestinal. Entre els primers mediadors de la protecció immunitària innata hi ha la gruixuda capa de mucositat de l'intestí prim, les cèl·lules epitelials intestinals i diverses quimiocines, citocines i pèptids antimicrobians (AMP) secretats a la llum intestinal o a la submucosa i torrent sanguini subjacents.
Les cèl·lules epitelials intestinals, a part de proporcionar una gran barrera mecànica i funcional inicial, també constitueixen el primer tipus cel·lular que funciona com a cèl·lula hoste per a la infecció per Cryptosporidium. Les IEC i les cèl·lules epitelials biliars expressen diversos receptors de tipus toll (toll-like, TLR), inclosos els TLR 2, 4, 5 i 9, que han demostrat presentar una importància molt elevada en la modulació de la resposta immunitària de l'hoste i la posterior eliminació de paràsits. En resposta a la infecció, les cèl·lules epitelials intestinals també segreguen quimiocines i citocines com IL-8, CXCL10 o CCL2, encarregades del reclutament de cèl·lules proinflamatòries i l'activació de cèl·lules immunitàries adaptatives. A part d'aquests elements, molt típics en les respostes immunitàries innates de la majoria d'infeccions, les cèl·lules epitelials intestinals també segreguen prostaglandines, les quals milloren la secreció de líquid intestinal i monofosfat d'adenosina AMP), com les β-defensines, que s'ha observat que són capaces d'eliminar directament els esporozoïts d'aquest paràsit in vitro.
A l'inici de la infecció, l'interferó gamma secretat per cèl·lules NK, macròfags i cèl·lules dendrítiques és la citocina principal que intervé en l'organització de les respostes immunitàries innates i adaptatives, però hi ha estudis que suggereixen que la citocina IL-18 també és important en el control de la infecció per Cryptosporidium; aquesta citocina és secretada per les cèl·lules epitelials intestinals, macròfags i cèl·lules dendrítiques als llocs d'infecció. Els seus efectes són pleiotròpics, i inclouen l'estimulació de la producció d'interferó gamma i factor de necrosi tumoral alfa (TNF-α) per part de cèl·lules immunitàries, quimiotaxi de cèl·lules inflamatòries i manteniment de la integritat epitelial.
La resposta immunitària innata és important per al control inicial de la infecció per Cryptosporidium spp., però es necessiten respostes immunitàries adaptatives per a la resolució total d'aquesta malaltia.

### Resposta immunitària adaptativa
En el cas de la resposta immunitària cel·lular adaptativa, hi intervé el teixit limfoide intestinal (GALT), que és la principal línia de defensa contra els organismes patògens i comensals del tracte gastrointestinal. Per a poder entendre la resposta immunitària adaptativa correctament, cal entendre abans que l'entorn intestinal conté una alta diversitat d'antígens procedents d'aliments i microorganismes. Per tant, el sistema immunitari de la mucosa intestinal és una barrera important per a poder protegir-se dels organismes patògens i, alhora, conferir tolerància als antígens alimentaris i a la microbiota intestinal. Per a poder realitzar la seva funció correctament, les respostes immunitàries intestinals abasten un gran nombre de cèl·lules proinflamatòries per evitar infeccions, alhora que també abasten la participació de cèl·lules T reguladores que regulen l'homeòstasi de la resposta immunitària.
Les cèl·lules T CD4+ tenen un paper clau en l'organització de les respostes immunitàries contra la criptosporidiosi. De fet, durant la fase aguda de la infecció, que comporta la participació de la immunitat innata, les cèl·lules T CD4+ també són essencials per eliminar Cryptosporidium spp. La infecció és particularment freqüent en pacients amb sida, on els recomptes de cèl·lules T CD4+ són aproximadament inferiors a 100 cèl·lules per microlitre. El recompte de cèl·lules T CD4+ amb valors pròxims o inferiors a 50 cèl·lules per microlitre es correlaciona amb els pitjors resultats de la malaltia en pacients immunodeprimits.

## Diagnòstic
S'han estat aplicant diversos mètodes per detectar oocists a les femtes, però les dificultats de diferenciació entre cossos no criptosporidials i cossos d'àcids ràpids com els criptosporidis segueixen sent un problema.
És recomanable fer un examen directe de la mostra fecal infectada amb oocists, on es pot fer un cribratge preliminar mitjançant preparacions humides. Però aquesta etapa és altament insensible i tampoc presenta una utilitat molt clara, sent únicament útil per detectar quists d'altres espècies paràsites que poden estar presents i així poder discriminar-les. Abans d'aplicar qualsevol tècnica cal tenir en compte uns requeriments generals: s'han de fer com a mínim tres mostrejos de múltiples mostres fecals per poder confirmar una mostra negativa, per incrementar la concentració d'oocists, les mostres fecals fixades s'han de concentrar abans de l'examen microscòpic i les tècniques diagnòstiques utilitzades depenen de la disponibilitat d'equip, reactius, experiència i consideracions del temps i cost. Per distingir els criptosporidis es poden aplicar tècniques de tinció, microscòpiques, immunològiques o moleculars.

### Tècniques de tinció
Tinció de Jenner i Giemsa. S'automatitzen les tincions utilitzant un aparell de tincions automàtiques; els frotis es col·loquen enles gradetes i s'hi apliquenm els reactius següents durant 5 minuts per cada etapa (metanol 64 x2, tinció de Jenner x2, tinció de Giemsa x2, tampó de Sorensen pH 6,8). Els resultats s'aprecien amb els oocists de Cryptosporidium tenyits entre un espectre de blau clar a blau fosc, sovint amb un patró creixent, i es pot veure de 4 a 6 tipus de vermells i fins i tot punts de color porpra i pot haver un halo clar que envolta l'oocist resultant de la contracció.
Tinció de Ziehl-Neelsen. La tècnica s'aplica globalment però per aquests tipus de mostres fecals es recomana seguir un protocol concret: les mostres fecals s'han d'assecar a l'aire en una superfície de mostreig de 16 carrils per a la seva posterior fixació amb metanol en 3 minuts, 15 minuts amb carbol fucsina, seguit d'un esbandit. Es procedeix a fer una descoloració en àcid clorhídric a l'1% en alcohol durant 10-15 segons, seguit de rentat; una contratinció amb verd de malaquita al 0,4% durant 30 segons i finalment farem una esbandida i un assecat a l'aire. Per veure'n els resultats cal fer ús de tècniques microscòpiques.
Tinció de safranina. Els oocists de Cryptosporidium a vegades es tenyeixen d'un color vermellós-taronja. Aquest mètode s'ha proposat per Cyclospora, però no s'usa molt per a Cryptosporidium perquè els oocists de Cryptosporidium no sempre es tenyeixen bé. Es tracta d'una prova de detecció, però no de confirmació.
Tinció tricròmica. Els oocists es poden detectar, però no confirmar-ne la presència amb aquest mètode. S'aplica en laboratoris rutinaris per analitzar mostres fecals, i com que es duu a terme rutinàriament, el personal ha de familiaritzar-se amb l'aparença de Cryptosporidium tenyit amb tricròmica perquè els oocists siguin detectats durant aquests exàmens. No obstant això, aquest mètode de tinció no és adequat per a un diagnòstic definitiu perquè els oocists apareixen sense tenyir.

### Tècniques microscòpiques
Se solen aplicar aquestes tècniques per fer un diagnòstic ràpid per fer un cribratge preliminar o bé per visualitzar tincions. Els oocists es presenten com cossos rodons, generalment de 4 a 5 μm, presentant doble paret i una estructura interna formada per 4 esporozoïts vermiformes i cossos residuals clarament no distingibles. Poden ser oocists amorfs no esporulats a oocists esporulats. A més, podem observar a vegades els cossos gruixuts amb parets, sovint sense tenyir, que normalment són possibles zigots buits més que no pas oocists. El grau i la proporció de tinció dels oocists varien i poden aparèixer forats als frotis on els oocists s'han deslligat. Encara que l'aparició d'oocists no tacats és característic i a la pràctica no presenta cap problema.
Microscòpia de fluorescència. Es fa servir per observar mostres tenyides amb fluorescència. Es pot aplicar la tinció d'auramina i carbol fucsina durant 5 minuts i després de processar-les per les tincions, els rentats i els assecats, se'n poden veure els resultats. Els criptosporidis formen discs fluorescents molt característics brillants en un fons vermell fosc. Els exemplars positius han de ser reexaminats en immersió d'oli i en casos dubtosos poden ser verificats amb lectura vernier i una tinció de Ziehl-Neelsen. Les femtes de pacients amb el diagnòstic de malaltia solen contenir un nombre suficient de quists; això obvia la necessitat de concentrar la mostra. No obstant això, si es vol fer un estudi epidemiològic, en exàmens d'exemplars de contactes familiars estrets o casos en què el diagnòstic s'ha endarrerit, s'haurà de fer una concentració que comença amb una emulsió de la mostra de l'exemplar fecal seguit d'una barreja amb formalina i se centrifuga a 1000 rpm durant 30 segons a 1 minut. La duració de la centrifugació dependrà de la viscositat de la mostra presa.
Microscòpia electrònica. L'aparició d'oocists després d'una tinció negativa del material fecal per la detecció de virus és força característica, tot i que la insensibilitat del mètode en termes de la mida de la mostra fa que la tècnica sigui inadequada per un laboratori rutinari. En el microscopi electrònic, els oocists dels criptosporidis apareixen amb conformacions arrodonides ben definides. No es distingeix cap estructura a l'interior dels mateixos, però els plecs o arrugues visibles en la seva superfície són característics. La seva forma, mesura i la seva superfície arrugada són característiques per ser reconeguts sense dificultat. Quan el nombre d'oocists a la matèria fecal és molt pobre, l'observació al microscopi electrònic podria resultar infructuosa. Llavors es recomana efectuar prèviament la tècnica de concentració de Telemann-Miyagawa que permetrà obtenir un sediment ric en oocists i sense presència de material heterogeni que impedeix una fàcil observació.

### Tècniques immunològiques
Assaig directe d'anticossos fluorescents. Ofereix alta sensibilitat i especificitat i es considera com a tècnica estrella en molts laboratoris. Requereix d'equip especial (microscopi de fluorescència) i paquets diagnòstics comercials.
Enzimoimmunoanàlisi (EIA). No requereix d'habilitat en el microscopi, és molt sensible i específic i és útil com a prova de detecció entre una gran quantitat d'espècies. No obstant això, pot requerir d'equip especial (lector de placa de microtitulació) i paquets diagnòstics comercials. Aquest mètode detecta coproantígens (antígens de la femta) de Cryptosporidium de manera que els exemplars no han de ser concentrats abans de la prova perquè es tracta d'una prova específica. Els resultats positius i negatius dubtosos han de ser confirmats amb un assaig directe d'anticossos fluorescents.

### Tècniques moleculars
Es tracta d'una alternativa de la diagnosi convencional que es basa en la reacció en cadena de la polimerasa (PCR) per la detecció d'àcids nucleics dels criptosporidis. Les tècniques moleculars són molt sensibles per a la detecció d'oocists amb una sensibilitat entre 10-10⁶. Pot complementar les tècniques de tincions per mostres que donin positiu, que es farà una extracció d'ADN amb el mètode fenol-cloroform-alcohol isoamílic, per finalment fer la PCR del ARN18S, 26S i 5,8S així com el gen Hsp70 i el COWP que és la proteïna de la membrana externa de la paret de l'oocist. Els productes d'amplificació es separen en gels d'agarosa al 0,6% colorejats amb bromur d'etidi o en gels de poliacrilamida al 6% colorejats amb nitrat de plata.
| Tècniques                          | Objectius del diagnòstic                                   | Avantatges                                                                  | Inconvenients                                       |
| ---------------------------------- | ---------------------------------------------------------- | --------------------------------------------------------------------------- | --------------------------------------------------- |
| Microscòpia de fluorescència       | Identificació de morfologia externa i estructures internes | Resultats específics i precisos                                             | Car i requereix mà d'obra professional              |
| Microscòpia electrònica            | Identificació de morfologia externa i estructures internes | Resultats específics i precisos                                             | Car i requereix mà d'obra professional              |
| Assaig per anticossos fluorescents | Detecció d'antígens específics de Cryptosporidium          | Resultats precisos i fàcilment interpretables                               | Requereix d'equip especial i mà d'obre professional |
| EIA                                | Detecció coproantígens (a la femta) de Cryptosporidium     | Alta sensibilitat, detecció ràpida i no requereix de mà d'obra professional | Mesura d'activitat enzimàtica és complexa           |
| PCR                                | Detecció d'ADN específica de Cryptosporidium               | Sensibilitat i especifitat molt elevades                                    | Car i requereix mà d'obra professional              |

## Tractament
La criptosporidiosi és cada vegada més reconeguda com una preocupació important per la salut mundial. Tot i ser reconeguda inicialment en pacients immunocompromesos, actualment observem que és una de les principals causes de diarrea i malnutrició infantil. El tractament simptomàtic és clau en els casos de criptosporidiosi; la recuperació de fluids i electròlits és clau per combatre els efectes de la diarrea. Com no existeix cap vacuna comercialment disponible, actualment l'únic medicament (aprovat per la FDA) pel tractament de la criptosporidiosi és l'administració de nitazoxanida, un fàrmac antiparasitari d'ample espectre per combatre infeccions per protozous i cucs intestinals. La nitazoxanida, és eficaç en el tractament de criptosporidiosi en infants majors d'1 any i pacients immunocompetents (72-88% dels pacients deixen de presentar símptomes i un 60-75% deixen d'estar infectats). Existeixen altres fàrmacs com la paromomicina i la azitromicina però no resulten tant eficaços.
Malgrat això, té una eficàcia limitada a l'hora de tractar pacients immunocompromesos i pacients receptors de trasplantament d'òrgans. Aquest fet és degut a la limitació que tenen aquests organismes de ser propagats in vitro, junt amb la inhabilitat de poder manipular-los genèticament suposen obstacles a l'hora de desenvolupar un fàrmac eficaç. A més, no es coneix amb plenitud el mecanisme de resposta immunitària davant aquest paràsit, factor que se suma a la complicació del desenvolupament d'un nou fàrmac. La millor aposta pel tractament de pacients immunodeprimits (habitualment afectats pel VIH) és l'administració d'una teràpia antiretroviral juntament amb l'ús de la medicació antiparasítica.

## Prevenció
Els paràsits que provoquen la infecció per criptosporidiosi poden sobreviure al medi ambient durant llargs períodes i presenten resistència a un gran número de desinfectants. A més, es propaguen amb molta facilitat per l'aigua i aliments no tractats. Aquestes característiques els fan altament contagiosos, per tant, cal extremar les mesures preventives per a controlar la transmissió dels paràsits; algunes de les quals són:
- Rentat de mans amb aigua i sabó: els desinfectants hidroalcohòlics no són eficients contra Cryptosporidium.
- Evitar aigua amb risc de contaminació: evitar el consum d'aigua que no ha estat tractada (llacs, rius, fonts, estanys…)
- Controlar aforament de piscines públiques: excloure els nens o adults amb diarrea o altres símptomes de la criptosporidiosi de l'ús instal·lacions públiques amb aigua per evitar infeccions massives, ja que aquests paràsits tenen una gran resistència a desinfectants amb clor (principal agent usat per la desinfecció de piscines).
- Evitar el consum d'aliments amb risc de contaminació: evitar la ingesta d'aliments com la llet que no han estat pasteuritzats i productes frescos rentats amb aigua contaminada.
- Pràctica de sexe segur. Evitar tenir sexe (oral, vaginal o anal) fins dues setmanes després de la desaparició de símptomes com la diarrea. Rentar amb aigua i sabó mans i genitals abans i després de l'activitat sexual. Usar preservatiu en qualsevol mena d'acte sexual.

## Indústria alimentària
Cryptosporidium ha set identificat com a paràsit important amb potencial de ser transmès mitjançant aliments, tot i que un estudi de l'European Food Safety Authority (EFSA) va concloure la relativa importància de la ruta de transmissió via aliments, ja que no se'n sap certament el potencial comparat amb els altres vehicles d'infecció.
En els aliments, la transmissió de la criptosporidiosi és menys clara que en el cas de l'aigua. Això es deu, en part, a la costum per Cryptosporidium de ser tractat com a paràsit transmès per l'aigua, però també a causa de la manca de consciència present dels aliments com a vehicle i de les dificultats de rastreig en aliments, en contrast amb el de l'aigua potable.

## Brots històrics

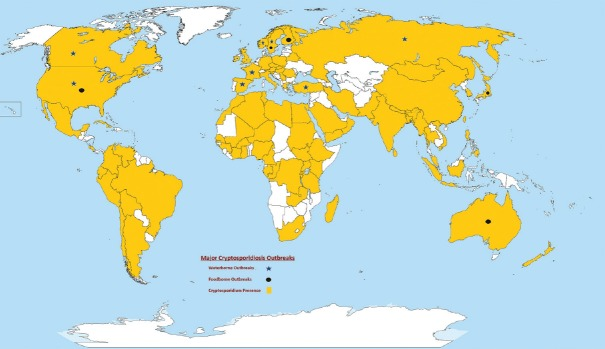
Mapa de les principals ocurrències mundials de brots de criptosporidiosi humana i casos esporàdics